# 저신다 배럿
저신타 배럿 막트(영어: Giacinta Barrett Macht, 1972년 8월 2일 ~ )는 오스트레일리아 출신의 미국 배우이다. 2004년 배우 게이브리얼 막트와 결혼했다.

## 출연 작품

### 영화
- 캠프파이어 테일 (1997)
- 캠퍼스 레전드 2 (2000)
- 휴먼 스테인 (2003)
- 래더 49 (2004)
- 브리짓 존스의 일기 - 열정과 애정 (2004)
- 리플리 언더 그라운드 (2005, Ripley Under Ground)
- 스쿨 포 스카운드럴 (2006)
- 라스트 키스 (2006)
- 포세이돈 (2006)
- 이름 뒤에 숨은 사랑 (2006)
- 뉴욕, 아이 러브 유 (2008)
- 미들 맨 (2009, Middle Men)
- 맷칭 잭 (2010, Matching Jack)
- 소 B. 잇 (2016, So B. It)

### 텔레비전
- The Real World: London (1995) - 본인
- 헤라클레스 (1998)
- 밀레니엄 (1999)
- 더 레이트 레이트 쇼 위드 크레이그 퍼거슨 (2006-10) - 초대손님
- 슈츠: 두 변호사 (2012-13)
- 제로 아워 (2013)
- 팔로잉 (2014)
- 블러드라인 (2015-17)